# Maurizio Fondriest
Maurizio Fondriest (Cles, 15 de gener de 1965) va ser un ciclista italià, que fou professional entre 1987 i 1998, anys durant els quals aconseguí 70 victòries.
Era un excel·lent rodador, especialista en curses d'un dia, com demostra el seu palmarès, en el qual destaca el Campionat del món en ruta de 1988 i dues Copes del Món.
Va aconseguir la seva primera victòria de professional en el seu primer any de ciclista professional. Fou a la Volta a Catalunya de 1987, on es va imposar a la quarta etapa. L'any següent es va imposar al Campionat del Món en un accidentat final que va permetre que, tot i ser el tercer en creuar l'arribada, acabés sent proclamat el campió de la prova.
La seva millor temporada fou la de 1993, quan va guanyar Milà-Sanremo, la Fletxa Valona, la Züri-Metzgete, el Giro dell'Emilia, la Tirrena-Adriàtica (amb dues etapes), el Midi-Libre (amb tres etapes), una etapa al Giro d'Itàlia i la general de la Copa del Món.
Una vegada retirat del ciclisme professional va continuar lligat a aquest món com a fabricant de bicicletes i com a comentarista de la televisió italiana.

## Palmarès
- 1985
  - 1r al Piccolo Giro de Llombardia
- 1986
  - 1r al Tour d'Hainaut Occidental
  - 1r al Giro del Belvedere
  - 1r al Trofeu Piva
  - 1r al Trofeu Zssdi
  - 1r al Gran Premi de Poggiana
  - 1r al Gran Premi Santa Rita
  - Vencedor d'una etapa del Giro de les Regions
- 1987
  - Vencedor d'una etapa de la Volta a Catalunya
- 1988
  - Campió del món de ciclisme 
  - 1r al Gran Premi de la Indústria i el Comerç de Prato
  - Vencedor d'una etapa de la Tirrena-Adriàtica
  - Vencedor d'una etapa de la Volta a Suïssa
- 1989
  - 1r al Giro de Toscana
  - 1r a la Coppa Sabatini
- 1990
  - 1r a la Coppa Agostoni
  - 1r al Giro del Laci
- 1991
  -  1r a la Copa del Món de ciclisme
  - Vencedor de 2 etapes de la Volta a Catalunya
- 1992
  - 1r al Trofeu Melinda
  - Vencedor d'una etapa de la Volta a Catalunya
  - Vencedor d'una etapa de la Volta a Andalusia
- 1993
  -  1r a la Copa del Món de ciclisme
  - 1r a la Milà-San Remo
  - 1r a la Fletxa Valona
  - 1r al Campionat de Zúric
  - 1r al Midi Libre i vencedor de 3 etapes
  - 1r a la Tirrena-Adriàtica i vencedor de 2 etapes
  - 1r al Giro del Trentino i vencedor de 3 etapes
  - 1r a l'Escalada a Montjuïc
  - 1r a la Florència-Pistoia
  - 1r al Giro de l'Emília
  - 1r al Gran Premi Telekom (amb Gianni Bugno)
  - Vencedor de 2 etapes de la Volta a Catalunya
  - Vencedor d'una etapa del Giro d'Itàlia
- 1994
  - 1r a la Volta a Polònia i vencedor de 2 etapes
  - 1r a la Coppa Sabatini
  - 1r al Kellogg's Tour
- 1995
  - Vencedor d'una etapa del Giro d'Itàlia
  - Vencedor d'una etapa de la Volta a Catalunya
- 1996
  - Vencedor d'una etapa de la Volta a Polònia
- 1997
  - Vencedor d'una etapa de la Volta a la Comunitat Valenciana

### Resultats al Giro d'Itàlia
- 1987. Abandona
- 1989. 28è de la classificació general
- 1993. 8è de la classificació general. Vencedor d'una etapa
- 1994. Abandona
- 1995. Abandona. Vencedor d'una etapa

### Resultats al Tour de França
- 1991. 15è de la classificació general
- 1992. 46è de la classificació general
- 1995. Abandona (10a etapa)
- 1996. 51è de la classificació general

### Resultats a la Volta a Espanya
- 1997. 49è de la classificació general
- 1998. Abandona